# Gilleleje
Gilleleje – miasto w Danii, w regionie Stołecznym, w gminie Gribskov.